# Politique étrangère de l'Afrique du Sud
La politique étrangère de l'Afrique du Sud désigne l'ensemble des liens diplomatiques entretenus par la république d'Afrique du Sud, depuis son indépendance obtenue en 1910. En 2023, le pays a des relations diplomatiques avec 188 autres États. L'Afrique du Sud fait partie de l'Organisation des Nations unies, de l'Union africaine et des BRICS.

## Histoire
Pendant la guerre froide, l'Afrique du Sud affiche un positionnement pro-occidental.
Nelson Mandela est libéré le 12 février 1990 et l’apartheid est aboli en 1991.
L'Afrique du Sud intègre les BRICS en 2011.

## Relations avec les autres États africains

### Relations avec le Soudan
Le Soudan et l'Afrique du Sud sont tous les deux membres de l'Union africaine.
Pendant la seconde guerre civile soudanaise (1983-2005), le président sud-africain Nelson Mandela (1994-1999), prix Nobel de la paix en 1993, s'implique comme médiateur et reçoit successivement en Afrique du Sud son homologue soudanais Omar el-Béchir et le chef de la rébellion sud-soudanaise John Garang. Ce conflit aboutit à un accord de partition du Soudan en 2011.
En 2011 et 2012, l'ancien président sud-africain Thabo Mbeki assure, sous l'égide de l'Union africaine, une médiation entre anciens ennemis de la guerre civile soudanaise afin d'assurer une séparation pacifique du Soudan en deux États. Les parties prenantes des négociations se rencontrent à la capitale éthiopienne Addis-Abeba,.

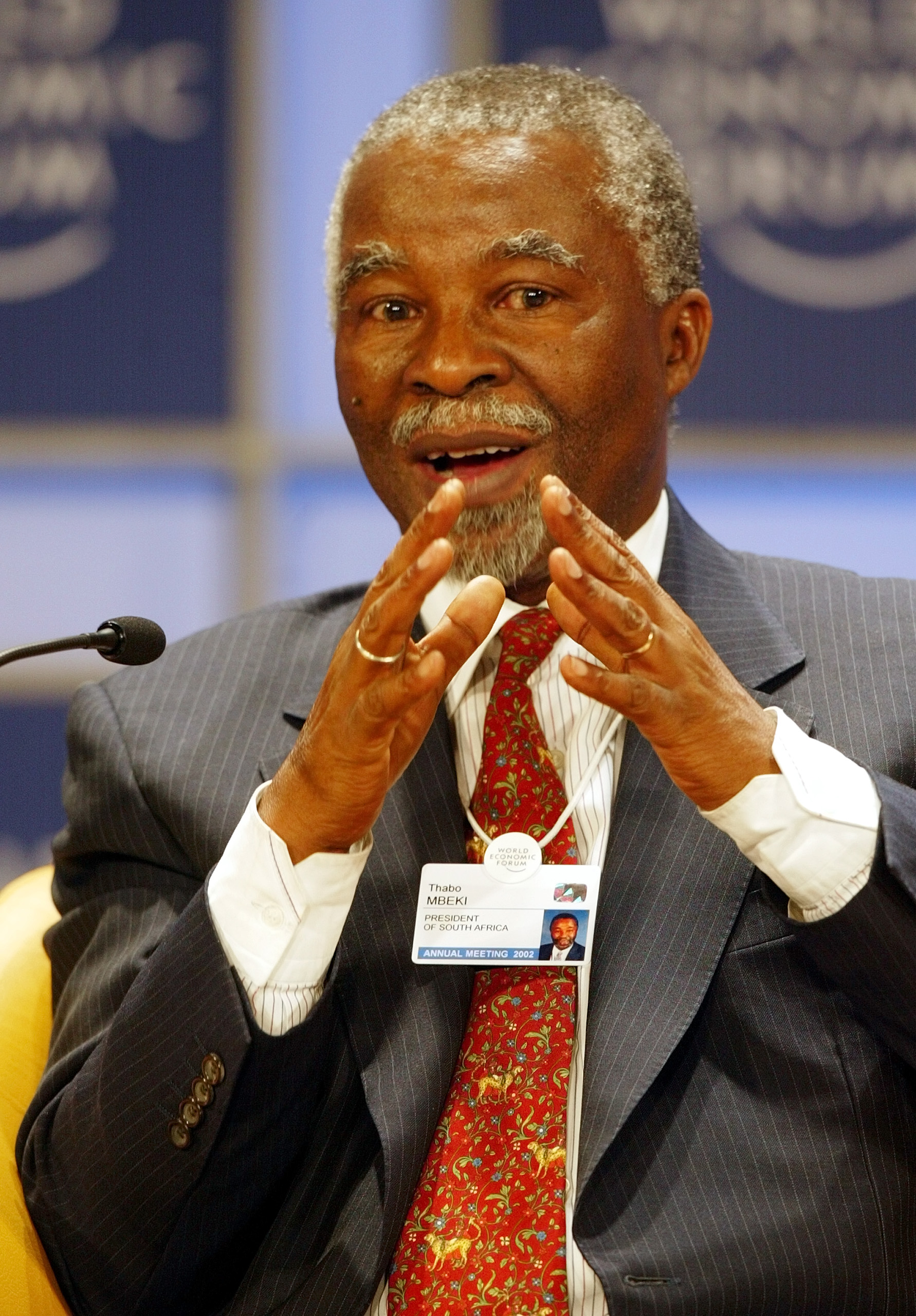
Thabo Mbeki, président sud-africain de 1999 à 2008, et médiateur au nom de l'Union africaine en 2012 entre Omar el-Bechir et Salva Kiir.

Sous sa médiation, en juin 2011, les belligérants du nord et du sud conviennent de la rétrocession de l'État soudanais du Kordofan du Sud à Khartoum. En septembre, un accord est conclu pour le redéploiement de leurs troupes autour de la région disputée d'Abiyé. En août 2012, Thabo Mbeki assure une nouvelle médiation entre les chefs d'État du Soudan et du Soudan du Sud Omar el-Béchir et Salva Kiir au sujet du partage des revenus pétroliers de l'ancien territoire unifié du Soudan.
En juin 2015, l'Afrique du Sud est au centre de l'attention internationale lorsqu'Omar el-Béchir sous mandat d'un arrêt de la Cour pénale internationale (CPI), s'y rend pour participer au sommet de l'Union africaine de Johannesbourg. L’Afrique du Sud, signataire depuis 1998 du Statut de Rome, traité fondateur de la CPI, a alors l'obligation d'arrêter tout individu recherché par la CPI se trouvant sur son territoire. Mais le gouvernement de Pretoria embarrassé par des obligations contradictoires de respect de ses engagements envers la CPI, et de sa propre législation garantissant l’immunité présidentielle pour un chef d'État participant à un sommet international, décide de laisser Omar el-Béchir repartir librement.
Saisie du dossier, la Cour suprême d’appel sud-africaine condamne la passivité du gouvernement vis-à-vis du président soudanais, la qualifiant de « conduite scandaleuse ». En février 2016, le gouvernement sud-africain, irrité par cette polémique, entame des démarches pour se retirer de la CPI, mais la justice sud-africaine les déclare « inconstitutionnelles ».

## Relations avec les pays européens et occidentaux

### Relations avec la Russie
L'Afrique du sud et la Russie font partie des BRICS. L’ANC, le parti au pouvoir en Afrique du Sud, est historiquement lié à l’ex-Union soviétique, qui l’a soutenu pendant sa lutte contre l’apartheid, et garde des liens forts avec le gouvernement russe après la guerre froide.
En juin 2023, dans le contexte de la guerre d'Ukraine, le président sud-africain Cyril Ramaphosa dirige la délégation africaine en mission de médiation en Russie et en Ukraine.

### Relation avec les États-Unis d'Amérique
En janvier 2025, le gouvernement sud-africain fait voter une loi d'expropriation des terres qui permet dans certains cas d'exproprier des fermiers sans compensation financière.
Le président américain Donald Trump signe le 7 février 2025 un décret visant à accueilir les Afrikaners fuyant les mesures gouvernementales sud-africaines perçues comme racialement discriminatoires. Le gouvernement américain suspend les aides à l'Afrique du Sud.
En mars 2025, Donald Trump critique de nouveau la loi sud-africaine sur l'expropriation des terres et propose à tous les fermiers, plus seulement les Afrikaners, de se réfugier aux États-Unis. L'Afrique du Sud rejette les affirmations de Trump, les qualifiant de malentendus, et s'est engagée à maintenir une relation mutuellement bénéfique. Le 14 mars, le secrétaire d'État américain Marco Rubio déclare l'ambassadeur sud-africain aux États-Unis Ebrahim Rasool (en) persona non grata en raison de ses critiques contre la campagne présidentielle de Donald Trump en 2024.

## Relations avec l'Asie pacifique

### Relations avec l'Inde
L'Afrique du sud et l'Inde font partie des BRICS.

### Relations avec la Chine
Des relations diplomatiques sont établies entre les deux pays depuis 2001. L'Afrique du sud et la Chine font partie des BRICS. Avec l’Égypte, l’Afrique du Sud est le seul pays africain membre de la nouvelle Banque asiatique d'investissement pour les infrastructures initiée par Pékin, qui se veut une alternative au FMI et à la Banque mondiale.
La Chine est un important partenaire commercial de l'Afrique du Sud avec 21 milliards de dollars en 2012. Une importante diaspora chinoise est établie dans le pays. L'Afrique du Sud affiche une politique de non-alignement et n'accueille pas le dalaï-lama pour conserver de bonnes relations diplomatiques avec son partenaire.

## Relations avec le Moyen-Orient

### Relations avec Israël
Les relations diplomatiques entre Israël et l'Afrique du Sud sont officiellement établies en 1949, quand Israël établit un consulat général à Pretoria. Le Premier ministre sud-africain Daniel François Malan se rend pour la première fois en Israël en 1953 et rencontre son homologue israélien David Ben-Gourion.
En 1973, l'Afrique du Sud fait partie des rares pays africains avec le Malawi, le Botswana, le Swaziland, et le Lesotho à ne pas rompre ses relations diplomatiques avec Israël, après la Guerre du Kippour.
Néanmoins, Israël dénonce officiellement le régime de ségrégation en Afrique du Sud sur la scène internationale, tout en entretenant une collaboration secrète avec le gouvernement sud-africain. L'ambivalence de l'État hébreu va jusqu'à une prise de contact et une brève collaboration entre le Mossad et l'opposant et futur président sud-africain Nelson Mandela en Éthiopie. Parallèlement, la poursuite des relations entre les deux gouvernements se justifie par une forme de realpolitik alors qu’après la guerre du Kippour, en 1973 suivi des émeutes de Soweto en 1976, les deux gouvernements étaient impopulaires dans le monde entier.
Le programme nucléaire israélien a probablement été développé en 1979 en partenariat avec l'Afrique du Sud.
Depuis les années 1990 et la fin du régime ségrégationniste en Afrique du Sud, leurs relations se sont fortement détériorées, et la position de l'Afrique du Sud penche davantage en faveur de la Palestine. Le régime de ségrégation pratiqué entre les juifs et les Arabes en Israël fait régulièrement l'objet de comparaisons avec l'ancien régime de ségrégation en Afrique du Sud.
En avril 2019, la ministre des Affaires étrangères sud-africaine, Lindiwe Sisulu, annonce l'abaissement de niveau de représentation diplomatique entre l'Afrique du Sud et Israël, après la mort de 52 Palestiniens lors de manifestations contre le transfert de l’ambassade américaine à Jérusalem. L'ambassade d’Afrique du Sud en Israël devient un simple bureau de liaison, sans mandat politique ou commercial.
Le 6 novembre 2023, l'Afrique du Sud rappelle ses diplomates postés en Israël, l'Afrique du Sud critique des « remarques désobligeantes » de l'ambassadeur d'Israël en poste en Afrique du Sud. La ministre sud-africaine des Affaires étrangères Naledi Pandor dénonce la « punition collective » que l'armée israélienne inflige aux habitants de Gaza lors du « génocide » en cours.